# Beton.Hofi
Schwarcz Ádám, művésznevén Beton.Hofi (Budapest, 1991. július 23. – ) kétszeres Fonogram díjas magyar rapper, zeneszerző, dalszövegíró.

## Fiatalkora
Erdélyi származású, a szülei a születése előtt költöztek Magyarországra, Schwarcz Ádám már Józsefvárosban nevelkedett. Félprofi futball karrierrel büszkélkedhetett, 26 éves koráig Sashalmon, majd később a csepeli Szabadkikötőben játszott. Eközben műsort vezetett rendezvényeken, a Budapesti Gazdaságtudományi Egyetem Külkereskedelmi Karára járt, közgazdász diplomát szerzett. Futballkarrierjének sérülések vetettek véget. Tíz év alatt nyolcszor műtötték, keresztszalag-szakadás, bokatörés, térdciszta és porcleválás miatt. Hónapokat töltött kórházban, gyógytornán, fizioterápián, gipszben, ágyban, műtőben. A focival eltűnt az életéből egy nagy adag szenvedély. Kellett valami a helyére, ez lett a rap.
Schwarcz Ádám és Borsos Bence együtt szerepeltek a VII. Országos Team Slam Bajnokságon Beton Hofi csapatnévvel. A név tehát akkor született meg, mégpedig a ,,Betonszofi” (Sopianae) cigaretta és Hofi Géza nevének összevonásával.
"A slam poetry kirakott a színpadra, olyan szövegekkel, amiket én írtam, és ez az élmény megerősített, hogy saját jogon akarok fellépni, magamat képviselve. Ebbe akarok „belehalni”."

## Karrier
"A focival eltűnt az életemből egy nagy adag szenvedély. Kellett valami a helyére. Ez lett a rap."
A futballt maga mögött hagyva szabályosan berobbant a hazai újhullámos hiphop világába: Beton.Hofi néven publikált rap számai hamar egyértelművé tették, hogy az elkövetkezendő évek meghatározó előadója lesz a szakmában. Megnyerte a rapID tehetségkutató versenyt, azóta pedig folyamatosan jelenteti meg új szerzeményeit. Egyedi hangzásvilágával, ötletes, erős mondanivalóval bíró szövegeivel hamar bebiztosította helyét a hazai újhullámos rap világában. A zene és szöveg mellé pedig hasonlóan színvonalas képi világ társul: a Kriminal Beats-alapító Miki357 már-már joggal nevezhető Beton.Hofi vizuális partnerének, több számhoz is készítettek együtt videóklipet. 2021 júniusában hozta ki első mixtape-jét, a comic sinst, amely az elmúlt évek egyik legerősebb album debütálásának bizonyult a hazai hiphopban: rekordgyorsan a zenei toplisták élére került, ezzel hetek alatt óriási rajongótábort szerzett. 2022-ben Fonogram díjat nyert az év hazai rap vagy hip-hop albuma vagy hangfelvétele kategóriában. 2023-ban újabb Fonogram díjat nyert el szintén az év hazai rap vagy hip-hop albuma vagy hangfelvétele kategóriában.
Beton.Hofit hamar felfedezte magának a filmipar is: Az 1920- az új Közép-Európa című, Trianont történelmi körülményeivel és utózöngéivel foglalkozó dokumentumfilmhez az alkotók Beton.Hofit kérték fel, hogy készítse el a film főcímdalát.

## Nevének eredete
A Borsos Bencével alkotott slam poetry-csapatuknak kellett egy név, akkor vetődött fel a Beton Hofi név. Betonszofinak hívták a barna Sopianae cigarettát, ami egy kifejezetten erős munkáscigi volt, sok alsó- és középosztálybeli ember napi öröme évtizedeken át. Hofi Géza megkerülhetetlen itthon, mint előadó. Közös nevezőnek látta, hogy tudott roppant szofisztikáltan és kocsmanyelven is beszélni ugyanarról. Ugyanezt érzi a saját valóságának. Az összes asztaltársasághoz tartozik és egyikhez sem.

## Diszkográfia

### Albumok
| Év   | Album                                       | Legmagasabb helyezés     | Minősítés          |
| Év   | Album                                       | Album Top 40 slágerlista | Minősítés          |
| ---- | ------------------------------------------- | ------------------------ | ------------------ |
| 2021 | comic sins - Megjelenés: 2021. június 11.   | 14                       | 4×-es platinalemez |
| 2022 | PLAYBÁNIA - Megjelenés: 2022. szeptember 2. | 3                        | 6×-os platinalemez |
| 2024 | 0 - Megjelenés: 2024. március 8.            | 1                        | Platinalemez       |

### Kislemezek
| Év   | Dal                                                             | Legmagasabb helyezés | Legmagasabb helyezés | Legmagasabb helyezés | Legmagasabb helyezés | Legmagasabb helyezés | Legmagasabb helyezés | Legmagasabb helyezés   | Album                  |
| Év   | Dal                                                             | Mahasz               | Mahasz               | Mahasz               | Mahasz               | Mahasz               | Mahasz               | Billboard              | Album                  |
| Év   | Dal                                                             | Rádiós Top 40        | Editors' Choice      | Magyar Rádiós Top 40 | Dance Top 40         | Single Top 40        | Stream Top 40        | Hungary Songs          | Album                  |
| ---- | --------------------------------------------------------------- | -------------------- | -------------------- | -------------------- | -------------------- | -------------------- | -------------------- | ---------------------- | ---------------------- |
| 2020 | Közel-Kilét-Európa                                              | -                    | -                    | -                    | -                    | -                    | -                    | -                      | Nem jelent meg albumon |
| 2020 | Plasztik poharak                                                | -                    | -                    | -                    | -                    | -                    | -                    | -                      | Nem jelent meg albumon |
| 2020 | Powerbank                                                       | -                    | -                    | -                    | -                    | -                    | -                    | -                      | Nem jelent meg albumon |
| 2020 | Pesti istenek                                                   | -                    | -                    | -                    | -                    | -                    | -                    | -                      | comic sins             |
| 2021 | HARD RESET (közreműködik Hundred Sins)                          | -                    | -                    | -                    | -                    | -                    | -                    | -                      | comic sins             |
| 2021 | BALKAAN FREESTYLE                                               | -                    | -                    | -                    | -                    | -                    | -                    | -                      | comic sins             |
| 2021 | OFFWHITE (közreműködik Lil Frakk és Krúbi)                      | -                    | -                    | -                    | -                    | 37                   | -                    | -                      | comic sins             |
| 2021 | ÁRVAHOUSE                                                       | -                    | -                    | -                    | -                    | -                    | -                    | -                      | comic sins             |
| 2022 | DOHÁNYBOLT                                                      | -                    | -                    | -                    | -                    | -                    | 18                   | 23                     | PLAYBÁNIA              |
| 2022 | BAGIRA (közreműködik Hundred Sins)                              | -                    | -                    | -                    | -                    | 7                    | 1                    | 1                      | PLAYBÁNIA              |
| 2022 | POP (közreműködik DOÓR)                                         | -                    | -                    | -                    | -                    | -                    | 15                   | 21                     | PLAYBÁNIA              |
| 2023 | ÓCEÁN (közreműködik ANUBII$)                                    | -                    | -                    | -                    | -                    | 6                    |                      | 12                     | 0                      |
| 2023 | MOTEL (közreműködik toldyuuso)                                  | -                    | -                    | -                    | -                    | 27                   | -                    | Nem jelent meg albumon |                        |
| 2023 | NULLAKÖZÖD (közreműködik ANUBII$)                               | -                    | -                    | -                    | -                    | 7                    | 13                   | 0                      |                        |
| 2023 | TÜKÖRTEREM (közreműködik ANUBII$)                               | -                    | -                    | -                    | -                    | 3                    | 9                    | 0                      |                        |
| 2024 | HOLNAP MEGÁLLNAK AZ ÓRÁK (közreműködik Hundred Sins és laurie.) | -                    | -                    | -                    | -                    | 6                    | 6                    | 0                      |                        |
| 2024 | 16 TONNA FEHÉR HÓ (közreműködik KizzaPing69)                    | -                    | -                    | -                    | -                    | 26                   | 21                   | 0                      |                        |
| 2024 | MEGGYFÁN (közreműködik ANUBII$)                                 | -                    | -                    | -                    | -                    | 8                    | 8                    | 0                      |                        |
| 2025 | BE VAGYOK ZÁRVA                                                 | -                    | -                    | -                    | -                    | 2                    | 2                    | Nem jelent meg albumon |                        |
| 2025 | POKOL                                                           | -                    | -                    | -                    | -                    | 10                   | 8                    | Nem jelent meg albumon |                        |
| 2025 | ANGYALOK                                                        | -                    | -                    | -                    | -                    | 8                    | 8                    | Nem jelent meg albumon |                        |

### Egyéb slágerlistás dalok
| Év   | Dal                                                                    | Legjobb helyezés | Legjobb helyezés       | Legjobb helyezés     | Legjobb helyezés | Legjobb helyezés | Legjobb helyezés | Legjobb helyezés | Album                  |
| Év   | Dal                                                                    | Mahasz           | Mahasz                 | Mahasz               | Mahasz           | Mahasz           | Mahasz           | Billboard        | Album                  |
| Év   | Dal                                                                    | Rádiós Top 40    | Editors' Choice Top 40 | Magyar Rádiós Top 40 | Dance Top 40     | Single Top 40    | Stream Top 40    | Hungary Songs    | Album                  |
| ---- | ---------------------------------------------------------------------- | ---------------- | ---------------------- | -------------------- | ---------------- | ---------------- | ---------------- | ---------------- | ---------------------- |
| 2022 | ALBÁN TYGA INTERLUDE                                                   | -                | -                      | -                    | -                | -                | 39               | -                | PLAYBÁNIA              |
| 2022 | GUY RITCHIE                                                            | -                | -                      | -                    | -                | -                | 21               | -                | PLAYBÁNIA              |
| 2022 | BACKSEAT BOIS (közreműködik Co Lee, Dom Beats)                         | -                | -                      | -                    | -                | -                | 33               | -                | PLAYBÁNIA              |
| 2022 | TISZALÖK (közreműködik ajsa luna, Hundred Sins, Beatrick)              | -                | -                      | -                    | -                | -                | 7                | 8                | PLAYBÁNIA              |
| 2022 | HOLNAP (közreműködik gyuris, Beatrick)                                 | -                | -                      | -                    | -                | -                | 12               | 12               | PLAYBÁNIA              |
| 2022 | FÁRADT (közreműködik Glsch)                                            | -                | -                      | -                    | -                | -                | 23               | -                | PLAYBÁNIA              |
| 2022 | TOM HANKS (közreműködik Realisztik, Miller David, GERENDĀS)            | -                | -                      | -                    | -                | -                | 25               | -                | PLAYBÁNIA              |
| 2022 | PULLED PORK (közreműködik Baba Aziz)                                   | -                | -                      | -                    | -                | -                | 30               | -                | PLAYBÁNIA              |
| 2022 | PLAYBÁNIA (közreműködik Hundred Sins)                                  | -                | -                      | -                    | -                | -                | 11               | 11               | PLAYBÁNIA              |
| 2022 | DAY 1000 (közreműködik Beatrick)                                       | -                | -                      | -                    | -                | -                | 37               | -                | PLAYBÁNIA              |
| 2023 | Rizikó (Kolg8eight dal, közreműködik Csoky, Beton.Hofi, Pogány Induló) | -                | -                      | -                    | -                | 27               | 13               | 9                | KDT                    |
| 2024 | Frida Kahlo (Carson Coma dal, közreműködik Beton.Hofi)                 | -                | -                      | -                    | -                | 33               |                  | -                | Nem jelent meg albumon |
| 2024 | VEZÉREGYÉNISÉG (közreműködik Dan Pinto)                                | -                | -                      | -                    | -                | 29               | -                | 0                |                        |
| 2024 | KINT VAGYOK A SORON (közreműködik ANUBII$, Pogány Induló, VZS)         | -                | -                      | -                    | -                | 20               | 19               | 0                |                        |
| 2024 | INDIÁN (közreműködik ANUBII$)                                          | -                | -                      | -                    | -                | 17               | 16               | 0                |                        |
| 2024 | SOFIA COPPOLA (közreműködik ANUBII$)                                   | -                | -                      | -                    | -                | 11               | 9                | 0                |                        |
| 2024 | FURA ESEMÉNYEK (közreműködik toldyuuso és Pogány Induló)               | -                | -                      | -                    | -                | 34               | -                | 0                |                        |
| 2024 | TESI (közreműködik toldyuuso)                                          | -                | -                      | -                    | -                | 28               | 25               | 0                |                        |

## Filmográfia
| Év   | Cím                  | Szerep       | Típus        | For.   |
| ---- | -------------------- | ------------ | ------------ | ------ |
| 2018 | Koller Éva bátorsága | Sétáló férfi | Rövidfilm    | [ 7 ]  |
| 2023 | Cicaverzum           | Hangmérnök   | Vendégszerep | [ 8 ]  |
| 2023 | Pulzaar              | Csótány      | Rövidfilm    | [ 9 ]  |
| 2023 | Jackpot              | Beton.Hofi   | Vendégszerep | [ 10 ] |

## Díjak és jelölések
| Díjátadó ünnepség       | Év   | Jelölt(ek) / mű(vek)   | Kategória                                              | Eredmény | For.   |
| ----------------------- | ---- | ---------------------- | ------------------------------------------------------ | -------- | ------ |
| Fonogram díj            | 2022 | comic sins             | Az év hazai rap vagy hip-hop albuma vagy hangfelvétele | Elnyerte | [ 11 ] |
| MTV Europe Music Awards | 2022 | Beton.Hofi             | Legjobb magyar előadó                                  | Jelölve  | [ 12 ] |
| Fonogram díj            | 2023 | Playbánia              | Az év hazai rap vagy hip-hop albuma vagy hangfelvétele | Elnyerte | [ 13 ] |
| Fonogram díj            | 2023 | BAGIRA                 | Az év hangfelvétele                                    | Jelölve  |        |
| MTV Europe Music Awards | 2023 | Beton.Hofi             | Legjobb magyar előadó                                  | Jelölve  | [ 14 ] |
| Budapestért díj         | 2023 | Beton.Hofi             |                                                        | Elnyerte | [ 15 ] |
| Fonogram díj            | 2024 | NULLAKÖZÖD, TÜKÖRTEREM | Az év hazai rap vagy hip-hop albuma vagy hangfelvétele | Függőben | [ 16 ] |
| Artisjus-díj            | 2024 |                        | Az év könnyűzenei szövegírója                          | Elnyerte | [ 17 ] |